# Sven Paddock
Sven Paddock, egentligen Sven Gunnar Leonard Karlsson, född 4 maj 1909 i Stockholm, död 22 juli 1982 i Stockholm, var en svensk sångtextförfattare, kompositör, radioman, med mera.

## Biografi
Sven Paddock var son till järnhandlaren August Leonard Karlsson och Fanny Eufrosyne Svensson, samt var elev vid läroverket Södra Latin fram till 1926  där han fick smeknamnet "Paddock" då hans löpstil påminde om sprintern Charles Paddock.
Paddock började skriva schlagertexter redan i tonåren och gjorde sin första revy ihop med skolkamraten Roland Levin 1929. 
1933 kom hans första storschlager, (med musik av Axelson) för en Fridolf Rhudin-film. Senare följde bland annat "Flickan i fönstret mitt emot" (1934) och "Har du varit me' om de' nån gång" (publicerad 1937; texten skriven 1925, grammofoninspelning 1932). 1933 inledde Paddock ett mångårigt samarbete med Erik Frykman (pseudonym Fryman, Halvar och Sunde) som resulterade i bland annat de kända refrängerna (I) "En röd liten stuga" (1936) och "Två små fåglar på en gren" (1934).
Han skrev totalt nära 3 000 vistexter och revynummer, och tillsammans med Nils Perne skrev han 20 revyer för Scalateatern 1942–1959. Bland annat "Den glada butiken", där "Världen är full av violer" ingår. Han startade tillsammans med Åke Söderblom radioserien Vårat gäng 1939. Han spelade in drygt 15 grammofonskivor under namnet Bo Roger. Han har även skrivit den svenska texten till låten "Vi bor på landet".
Paddock var från 1937 gift med Dagny Post (1902–1988). Han är begravd i familjegrav på Skogskyrkogården i Stockholm, där även hans hustru och föräldrar vilar.

## Filmografi

### Manus
- 1941 – Gatans serenad
- 1942 – Vårat gäng
- 1955 – Karusellen i fjällen

### Regi
- 1950 – Södrans revy

### Musik och/eller -text (urval)
- 1933 – Det är jag som går vägen uppför stegen
- 1934 – Flickan i fönstret mitt emot
- 1934 – Två små fåglar på en gren
- 1936 – En röd liten stuga
- 1937 – Har du varit me' om de' nån gång (publicerad; skriven redan 1925)
- 1938 – Med en enkel tulipan
- 1941 – Gatans serenad
- 1941 – Killen ä' crazy
- 1944 – Skåningar

## Teater

### Regi
| År   | Produktion                     | Upphovsmän                                                     | Teater                                            |
| ---- | ------------------------------ | -------------------------------------------------------------- | ------------------------------------------------- |
| 1949 | Söder ställer ut, revy         | Kar de Mumma, Nils Perne och Sven Paddock                      | Södra Teatern Regi tillsammans med Egon Larsson   |
| 1950 | Farväl till fyrtiotalet, revy  | Kar de Mumma, Nils Perne och Sven Paddock                      | Södra Teatern                                     |
| 1950 | Komik på liten gata, revy      | Nils Perne och Sven Paddock                                    | Scalateatern                                      |
| 1951 | Höga nöjet, revy               |                                                                | Scalateatern                                      |
| 1951 | Vi valsar igen, revy           | Nils Perne och Sven Paddock                                    | Scalateatern                                      |
| 1952 | Här håller vi hus, revy        | Nils Perne, Sven Paddock, Lars Perne och Carl-Gustaf Lindstedt | Scalateatern                                      |
| 1953 | Robinson Crazy, revy           |                                                                | Scalateatern                                      |
| 1956 | Var glad i din egen stad, revy |                                                                | Scalateatern                                      |
| 1957 | Säg det med ett leende, revy   |                                                                | Scalateatern                                      |
| 1958 | Det går mot vår, nyårsrevy     |                                                                | Scalateatern                                      |
| 1960 | Skräck och skratt, revy        | Bengt Linder                                                   | Casinoteatern                                     |
| 1961 | TV-revyn 16 tummar, revy       | Stig Bergendorff och Gösta Bernhard                            | Casinoteatern Regi tillsammans med Gösta Bernhard |

### Manus
| År   | Produktion                                   | Regi | Teater       |
| ---- | -------------------------------------------- | ---- | ------------ |
| 1954 | Scalarevyn, revy Nils Perne och Sven Paddock |      | Scalateatern |